# Hessisches Ried
Das Hessische Ried ist ein Teil des in  Südhessen gelegenen nordöstlichen Abschnitts der Oberrheinischen Tiefebene. Das Hessische Ried umfasst die Hessische Rheinebene und den hessischen Teil der Nördlichen Oberrheinniederung  (naturräumliche Einheiten 225 und 222).

## Lage und Beschreibung
Zwischen Rhein im Westen, der Bergstraße im Osten und von Lampertheim im Süden bis hinauf nach Astheim und Ginsheim erstreckt sich das Hessische Ried.

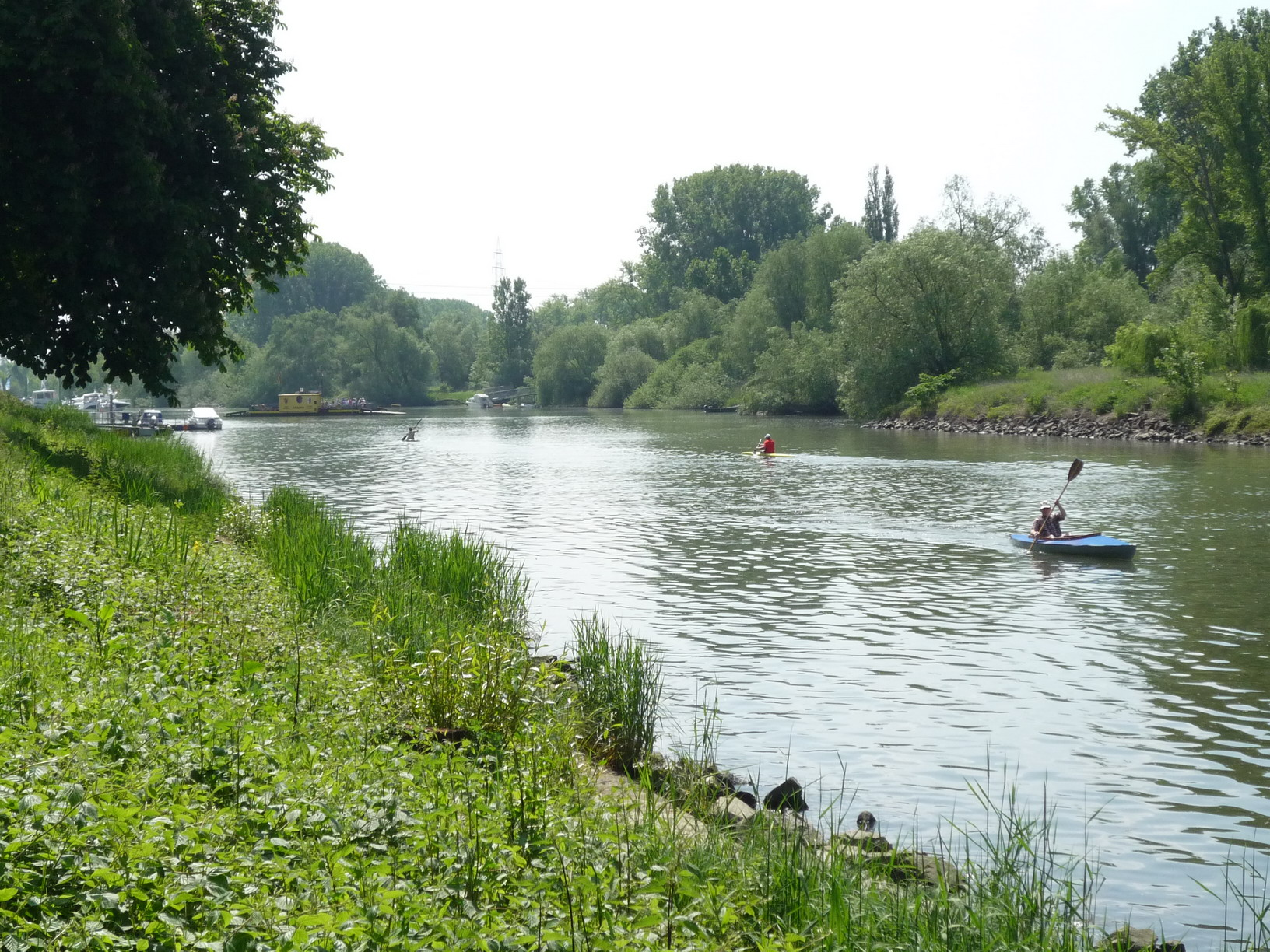
Altrheinarm zwischen Ginsheim und der Altrheininsel Nonnenau

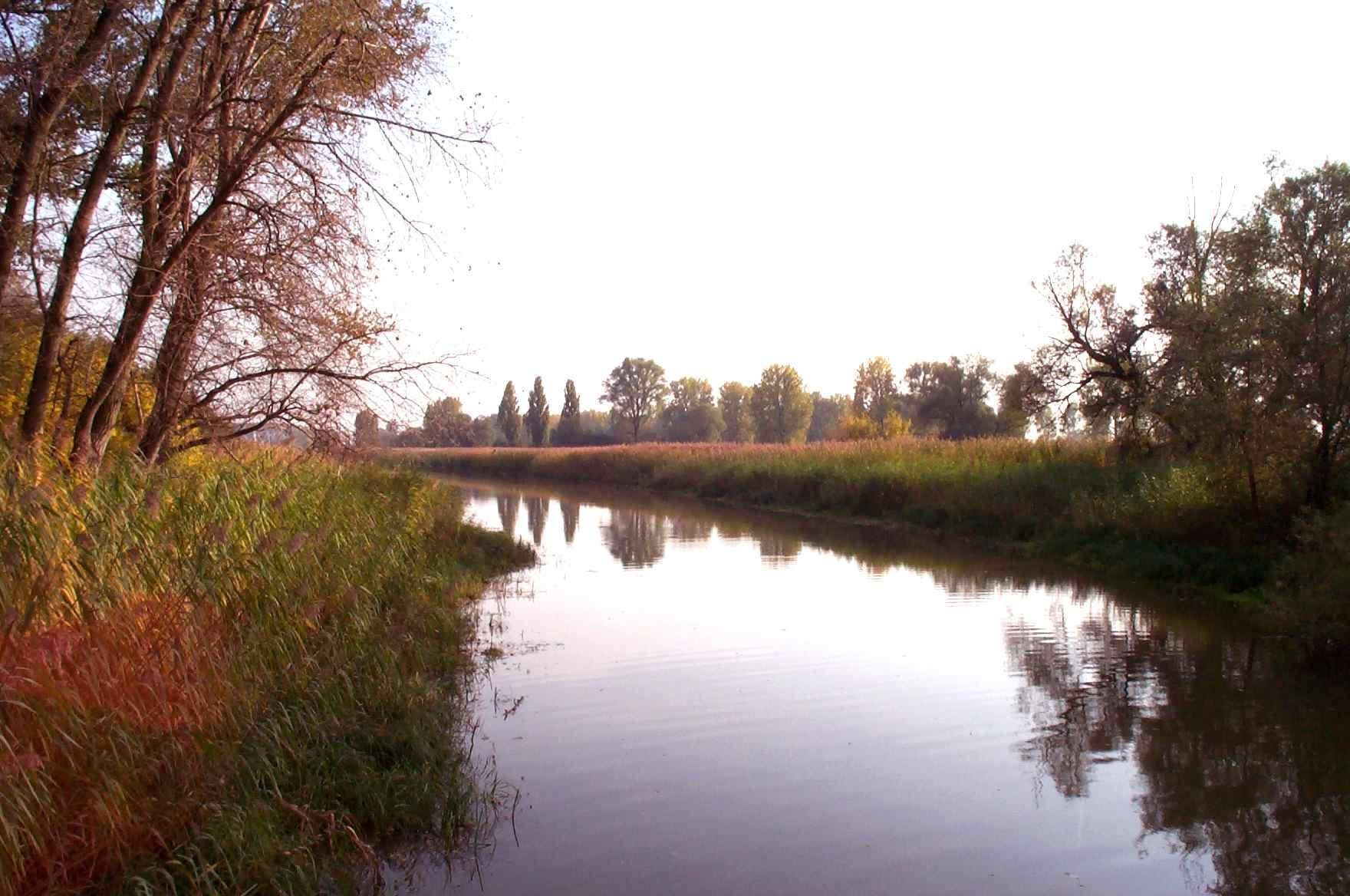
Riedlandschaft: Altrheinschutzgebiet Biedensand bei Lampertheim

Das Flachland war früher überwiegend sumpfig und immer wieder von schweren Überschwemmungen durch Rhein und Weschnitz betroffen. Bei der Erschließung durch die Römer wurde es daher gemieden und die Straße, die Strata Montana, an der Bergstraße, also etwas erhöht am Rand des Odenwaldes angelegt. Später stellte das Kloster Lorsch ein wichtiges Zentrum inmitten des Rieds dar.
Erst mit der Regulierung von Rhein und Weschnitz wurde es vermehrt für den Ackerbau nutzbar gemacht. Hinzu kamen flächenhafte Entwässerungen landwirtschaftlicher Nutzflächen infolge des „Generalkulturplans“ von 1925. Im milden Klima gedeihen besonders Spargel und Tabak. Bedingt durch die Nähe zu mehreren Ballungsgebieten (Rhein-Main-Gebiet, Rhein-Neckar-Gebiet) wird zunehmend auch Gemüse und Salat angebaut. Aufgrund der geringen Niederschläge im Hessischen Ried wird immer stärker eine künstliche Bewässerung erforderlich.
Das Grundwasser im Hessischen Ried wurde neben der künstlichen Bewässerung immer stärker auch für die öffentliche Wasserversorgung nutzbar gemacht. Der Wasserbeschaffungsverband Riedgruppe Ost nahm 1968 das Wasserwerk im Jägersburger Wald in Betrieb und beliefert seitdem Hessenwasser über eine Fernwasserleitung mit Trinkwasser für überregionale Verbraucher im Ballungsraum Rhein-Main. Die starken Grundwasserentnahmen haben, insbesondere in Trockenperioden (um 1976 und um 1993), zum Auftreten von Geländesetzungen und Gebäudeschäden und, vor allem in den Wäldern und Feuchtgebieten, zur Schädigung grundwasserabhängiger Bereiche der Vegetation geführt. Dies führte zu erheblichen Konflikten zwischen Wasserwirtschaft, Grundeigentümern, Landwirtschaft, Forstwirtschaft und Naturschutz-Verbänden. Diese Konflikte konnten durch eine flexiblere Bewirtschaftung der Grundwasserentnahmen, die sich nun am Grundwasser-Flur-Abstand orientiert, entschärft werden. Zudem wird durch den 1979 gegründeten Wasserverband Hessisches Ried eine Anreicherung des Grundwassers durch Wasser aus dem Rhein durchgeführt.
Ab den späten 1990er-Jahren verschärfte sich die Grundwassersituation dahingehend, dass einerseits die Wälder zunehmend unter einer Standortsdrift hin zu trockeneren Böden und größeren Flurabständen massiv litten und andererseits an in trockenen Perioden erschlossenen Baugebieten Wasserschäden an Gebäuden auftraten, die durch das Infiltrationsvorhaben im Zuge der Grundwasserbewirtschaftung auftraten, bei dem Rheinwasser in Trinkwasserqualität in den Wald rückgeführt wird. Als zusätzliches Problem für die Forstwirtschaft nahmen die Populationen des Maikäfers in den Riedwäldern zu, die aufgrund der neuen, trockenen und für das Insekt günstigeren Bedingungen signifikant anstiegen und Fraßschäden an Baumkronen und Wurzeln mit sich brachten.
Im Jahr 2006 entschied sich die Hessische Landesregierung aufgrund eines fraktionsübergreifenden Landtagsbeschlusses im Jahr 2006  und einer deutlichen Zuspitzung des Konfliktes zwischen verschiedenen Anspruchsgruppen im Ried dazu, einen Runden Tisch einzurichten, an dem von 2012 bis 2015 in zwei Arbeitsgruppen neue Modelle der Wald- sowie der Grundwasserbewirtschaftung erarbeitet wurden.

## Namensgebung
Der Name Hessisches Ried leitet sich vermutlich von dem einst weitläufigen Bewuchs der Landschaft mit Röhricht bzw. Schilfgewächsen her. Aufgrund der häufigen Überschwemmungen – speziell durch den Rhein und die Weschnitz – stellte das Hessische Ried für diese Pflanzen einen optimalen Lebensraum dar. Heute sind nur noch sehr vereinzelt größere zusammenhängende Röhrichtbestände vorhanden, doch insbesondere Gemeindenamen wie Groß-Rohrheim oder Klein-Rohrheim bezeugen die Verbreitung. Diese finden sich meist in speziellen Schutzgebieten.
Eine weitere Erklärung könnte sein, dass es sich bei Ried um einen Rodungsnamen handelt, der die Rodung des Gebietes aus Gründen der Urbarmachung bezeichnet.

## Teillandschaften
- Altrhein

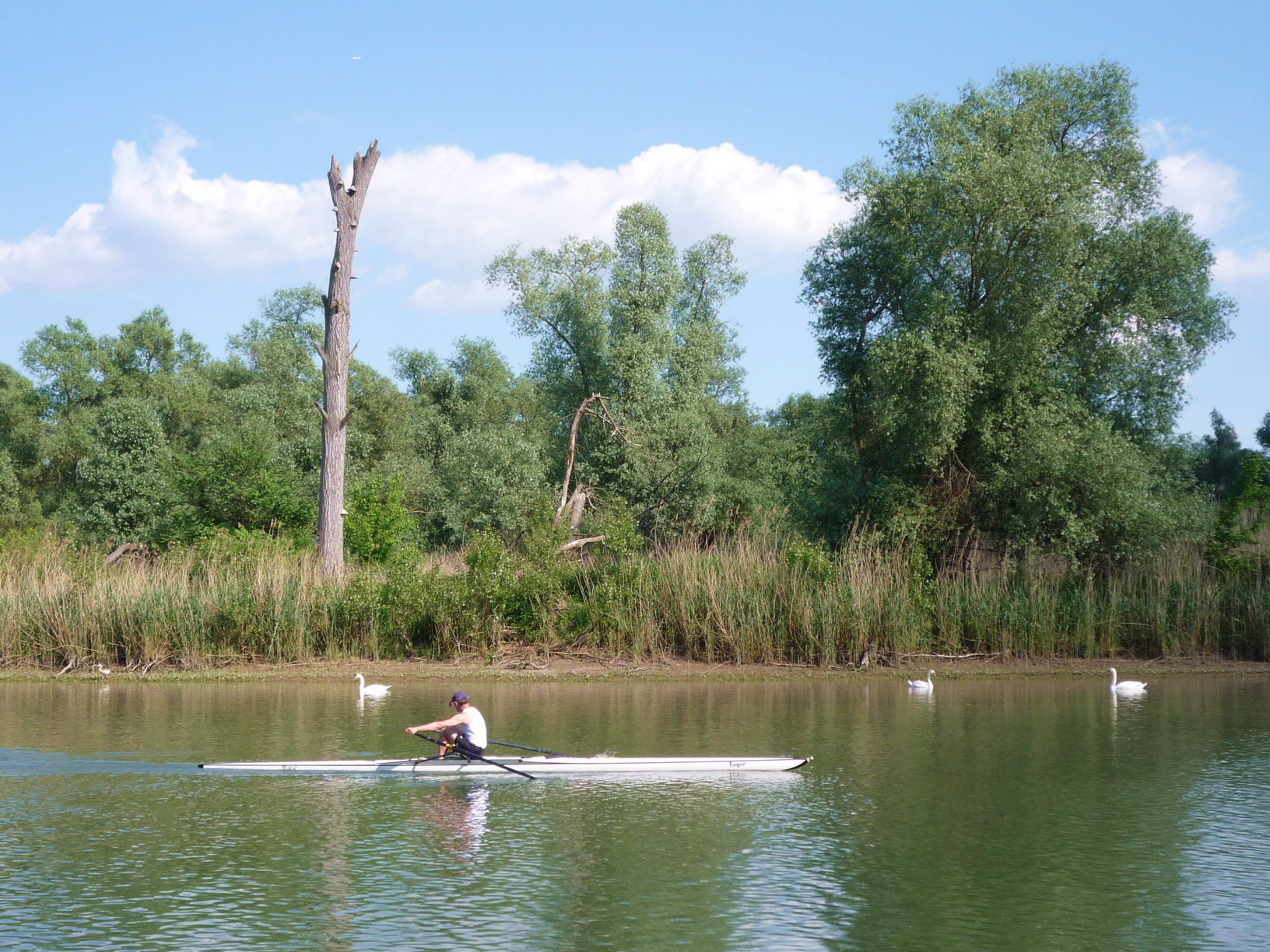
Altrhein zwischen Kühkopf und Knoblochsaue

  - Kühkopf-Knoblochsaue – Naturschutzgebiet mit der Insel Kühkopf und der nördlich gelegenen Knoblochsaue
  - Rheininsel Nonnenau bei Ginsheim
- Schwarzbachaue bei Trebur
- Riedsee bei Leeheim
- Riedsee bei Biblis
- Naturschutzgebiet Lampertheimer Altrhein (Biedensand) bei Lampertheim
- Binnendünen Pfungstädter Düne, Griesheimer Düne und Düne am Ulvenberg westlich von Darmstadt
- Darmstädter Westwald

## Städte und Gemeinden im Hessischen Ried
- Der Alsbach-Hähnleiner Ortsteil (Alsbach liegt an der Bergstraße)
  - Hähnlein
- Die Bensheimer Stadtteile (Bensheim selbst liegt an der Bergstraße)
  - Fehlheim
  - Langwaden
  - Schwanheim
- Biblis und die Ortsteile
  - Nordheim
  - Wattenheim
- Biebesheim am Rhein
- Bürstadt und die Stadtteile
  - Bobstadt
  - Riedrode
- Büttelborn und die Ortsteile
  - Klein-Gerau
  - Worfelden
- Einhausen (Hessen)
- Gernsheim und die Stadtteile
  - Allmendfeld
  - Klein-Rohrheim
- Ginsheim-Gustavsburg
- Griesheim
- Groß-Gerau und die Stadtteile
  - Berkach
  - Dornberg
  - Dornheim
  - Wallerstädten
- Groß-Rohrheim
- Lampertheim und die Stadtteile
  - Hofheim
  - Hüttenfeld
  - Neuschloß
  - Rosengarten
- Lorsch
- Pfungstadt und die Stadtteile
  - Eich
  - Eschollbrücken
  - Hahn
- Riedstadt mit allen fünf Stadtteilen
  - Crumstadt
  - Erfelden
  - Goddelau
  - Leeheim
  - Wolfskehlen
- Stockstadt
- Trebur mit den Ortsteilen
  - Astheim
  - Geinsheim
  - Hessenaue
  - Kornsand
- Weiterstadt mit den Stadtteilen
  - Braunshardt
  - Gräfenhausen (Weiterstadt)
  - Schneppenhausen
  - Riedbahn (Weiterstadt)
- Der Zwingenberger Stadtteil (Zwingenberg selbst liegt an der Bergstraße)
  - Rodau